# Silent Line: Armored Core
Silent Line: Armored Core, pubblicato originariamente in Giappone come Armored Core 3: Silent Line (アーマード・コア3 サイレントライン?, Āmādo Koa 3: Sairento Rain), è un videogioco pubblicato dalla Agetec nel 2003, parte della serie di videogiochi Armored Core.